# Twarzą w twarz (album)
Twarzą w twarz – drugi album studyjny zespołu Zabili Mi Żółwia wydany nakładem Lou & Rocked Boys 17 listopada 2008 roku.

## Lista utworów
1. "Drzewo" – 3:45
2. "Goembe" – 3:39
3. "Marionetka" – 4:10
4. "Discopatia" – 4:19
5. "Ostatni raz" – 3:08
6. "Emigrant" – 3:45
7. "Ile jesteś wart" – 3:49
8. "Jak to się mogło stać?" – 3:11
9. "Mam plan" – 4:00
10. "Historia" – 3:12
11. "Poczekaj na mnie" – 3:36
12. "Rzeczywistość XXI w." – 4:03

## Skład
- Jakub Wieczorek – gitara, wokal wspierający
- Michał Wojnar – śpiew
- Wojtek Homa – akordeon, instrumenty klawiszowe
- Przemysław Danel – perkusja
- Dominik Barnaś – gitara basowa